# بير يوسفيان (بير يوسفيان)
بیر یوسفیان (بالفارسية: پیر یوسفیان) هي قرية تقع في إيران في قسم بیر یوسفیان الریفي. يقدر عدد سكانها بـ 3,816 نسمة .